# 'A vucchella
'A vucchella (in italiano, la boccuccia) è una canzone del 1904 scritta da Gabriele D'Annunzio e musicata da Francesco Paolo Tosti, edita da Giulio Ricordi. Talvolta è accompagnata dal sottotitolo Arietta di Posillipo.
Le parole della canzone furono scritte da D'Annunzio, a seguito di una sfida fatta da Ferdinando Russo riguardo alle capacità del poeta nel comporre
versi in napoletano. L'episodio risalirebbe al 1892 ed avrebbe avuto luogo presso il Caffè Gambrinus, all'epoca luogo di ritrovo di poeti ed artisti. D'Annunzio inviò in seguito il suo testo a Tosti, anch'egli come D'Annunzio abruzzese, che ne compose la musica.
'A vucchella riscosse notevole successo in principio anche grazie
all'interpretazione di Enrico Caruso. Successivamente molti altri artisti (come Mario Lanza, Franco Corelli, Rosa Ponselle, Roberto Murolo, José Carreras o Luciano Pavarotti) furono interpreti di questo brano.
Pur non essendo una canzone di autori napoletani, oggi è comunemente accettata come facente parte del repertorio delle canzoni napoletane.